# Liste von Telekommunikations-Seekabeln
Dies ist eine Liste von Telekommunikations-Seekabeln. Sie ist nicht vollständig und wird fortlaufend erweitert. Sie enthält Telekommunikations-Seekabel, zu denen gesicherte Daten vorliegen.
| Name                                               | Länge (in km) | Datenrate (in Gbit/s)     | Betreiber/Besitzer | Landpunkte | Betriebsstart         |
| -------------------------------------------------- | ------------- | ------------------------- | --- | --- | --------------------- |
| 2Africa                                            | 45.000        |                           | China Mobile, Facebook, MTN Group, Orange, Saudi Telecom, Telecom Egypt, Vodafone, WIOCC | Vereinigtes Königreich ↔ Portugal ↔ Kanarische Inseln ( Spanien) ↔ Senegal ↔ Elfenbeinküste ↔ Ghana ↔ Nigeria ↔ Gabun ↔ Republik Kongo ↔ Demokratische Republik Kongo ↔ Angola ↔ Südafrika ↔ Mosambik ↔ Madagaskar ↔ Komoren ↔ Tansania ↔ Kenia ↔ Somalia ↔ Seychellen ↔ ( Indien ↔ Pakistan ↔ Oman ↔ Vereinigte Arabische Emirate ↔ Katar ↔ Bahrain ↔ Saudi-Arabien ↔ Kuwait ↔ Irak) ↔ Oman ↔ Dschibuti ↔ Sudan ↔ Saudi-Arabien ↔ Ägypten ↔ Italien ↔ Frankreich ↔ Spanien | 2023 [veraltet]       |
| ACS Alaska-Oregon Network (AKORN)                  | 3.000         | 2.400                     | Alaska Communications Systems Group | Vereinigte Staaten (Alaska ↔ Oregon) | Apr. 2009             |
| Aden-Djibouti                                      | 266           |                           | Djibouti Telecom, Orange, Tata Communications, Telecom Italia Sparkle, TeleYemen | Jemen ↔ Dschibuti | 1994                  |
| Adria-1                                            | 440           |                           | ALBtelecom, Hrvatski Telekom | Griechenland ↔ Kroatien ↔ Albanien | Sep. 1996             |
| AEConnect-1 (Emerald Express)                      | 5.521         | 13.000                    | Aqua Comms | Irland ↔ Vereinigte Staaten (New York) | Jan. 2016             |
| Africa-1                                           | 10.000        |                           | Etisalat UAE, G42, Mobily, Pakistan Telecommunications Company Ltd., Telecom Egypt | Kenia ↔ ( Pakistan ↔ Vereinigte Arabische Emirate) ↔ Somalia ↔ Dschibuti ↔ Jemen ↔ Sudan ↔ Saudi-Arabien ↔ Ägypten ↔ Italien ↔ Tunesien ↔ Algerien ↔ Frankreich | 2023 [veraltet]       |
| Africa Coast to Europe (ACE)                       | 17.000        | 5.120                     | Orange, 15 weitere Unternehmen | Frankreich ↔ Portugal ↔ Kanarische Inseln ( Spanien) ↔ Mauretanien ↔ Senegal ↔ Gambia ↔ Guinea-Bissau ↔ Guinea ↔ Sierra Leone ↔ Liberia ↔ Elfenbeinküste ↔ Ghana ↔ Benin ↔ Nigeria ↔ Kamerun ↔ Äquatorialguinea ↔ Gabun ↔ São Tomé und Príncipe ↔ Südafrika | Dez. 2012             |
| ALASIA                                             | 240           | 25.600                    | Cyprus Telecommunications Authority, Syrian Telecommunications Establishment | Syrien ↔ Zypern | 2016                  |
| Alaska United East (AU-East)                       | 3.751         |                           | GCI Communication Corporation | Vereinigte Staaten (Alaska ↔ Washington) | Feb. 1999             |
| Alaska United Southeast (AU-SE)                    | 626           |                           | GCI Communication Corporation | Vereinigte Staaten (Alaska, angebunden an AU-East) | Nov. 2008             |
| Alaska United Turnagain Arm (AUTA)                 | 53            |                           | GCI Communication Corporation | Vereinigte Staaten (Alaska) | 2012                  |
| Alaska United West (AU-West)                       | 2.485         |                           | GCI Communication Corporation | Vereinigte Staaten (Alaska ↔ Oregon) | Juni 2004             |
| ALBA-1                                             | 1.860         |                           | Transbit, Telecom Venezuela | Jamaika ↔ Kuba ↔ Venezuela | Aug. 2012             |
| Aletar                                             | 787           | 5                         | Syrian Telecommunications Establishment, Telecom Egypt, Liban Telecom | Ägypten ↔ Syrien | Apr. 1997             |
| Algeria-Spain                                      | 500           |                           | Algerie Telecom | Algerien ↔ Spanien | 2014                  |
| Alonso de Ojeda                                    | 128           |                           | SETAR, United Telecommunication Services (UTS) | Aruba ↔ Curaçao | 1999                  |
| ALPAL-2                                            | 312           | 160                       | Telecom Italia Sparkle, France Telecom, Algerie Telecom, Telefónica | Algerien ↔ Spanien (Mallorca) | Juli 2002             |
| America Movil Submarine Cable System-1 (AMX-1)     | 17.800        |                           | América Móvil | Vereinigte Staaten (Florida) ↔ Dominikanische Republik ↔ Puerto Rico ↔ Brasilien ↔ Kolumbien ↔ Guatemala ↔ Mexiko | 2014                  |
| American Samoa-Hawaii (ASH)                        | 4.250         |                           | Regierung Amerikanisch-Samoas, Elandia | Vereinigte Staaten (Hawaii) ↔ Amerikanisch-Samoa | Mai 2009              |
| Americas-I North                                   | 2.012         |                           | AT&T | Vereinigte Staaten (Florida) ↔ Amerikanische Jungferninseln | Sep. 1993             |
| Americas-II                                        | 8.373         |                           | AT&T, Altice Portugal, C&W Networks, CANTV, Corporacion Nacional de Telecomunicaciones (CNT), Embratel, Lumen, Orange, T-Mobile, Tata Communications, Telecom Italia Sparkle, Verizon                                                                 | Vereinigte Staaten (Florida) ↔ Puerto Rico ↔ Amerikanische Jungferninseln ↔ Martinique ↔ Venezuela ↔ Curaçao ↔ Trinidad und Tobago ↔ Französisch-Guayana ↔ Brasilien | Aug. 2000             |
| Amerigo Vespucci                                   | 85            |                           | Antelecom | Curaçao ↔ Bonaire | 1999                  |
| Amitie                                             | 6.792         |                           | Aqua Comms, Facebook, Microsoft, Orange, Vodafone | Frankreich ↔ Vereinigtes Königreich ↔ Vereinigte Staaten (Massachusetts) | 2023 [veraltet]       |
| Angola Domestic Network System (ADONES)            | 1.600         |                           | Angola Telecom | Angola | 2008                  |
| Antillas 1                                         | 650           |                           | AT&T, C&W Networks, Embratel, Orange, T-Mobile, Tata Communications, Telecom Italia Sparkle, Verizon | Dominikanische Republik ↔ Puerto Rico | Juni 1997             |
| APCN-2                                             | 19.000        |                           | AT&T, China Telecom, Singtel Optus, Vodafone und 19 weitere Unternehmen | Singapur ↔ Malaysia ↔ Philippinen ↔ Hongkong ↔ Volksrepublik China ↔ Südkorea ↔ Japan | Dez. 2001             |
| Aphrodite 2                                        | 868           |                           | | Griechenland, Zypern | Sep. 1994             |
| Apollo                                             | 13.000        | 3.200                     | Vodafone | Vereinigte Staaten (New York) ↔ Vereinigtes Königreich, Vereinigte Staaten (New Jersey) ↔ Frankreich | Feb. 2003             |
| APX-East                                           | 12.500        |                           | | Australien, Vereinigte Staaten | 2015                  |
| APX-West                                           | 4.600         |                           | | Australien, Indonesien, Singapur | 2015                  |
| ARCOS                                              | 8.600         |                           | AT&T, Alestra, Belize Telemedia, C&W Networks, CANTV, Claro Dominicana (Codetel), Enitel, Hondutel, Internexa, Orbinet Overseas, RACSA, Telepuerto San Isidro, Tigo Colombia, Tricom USA, United Telecommunication Services (UTS), Verizon            | Vereinigte Staaten (Florida) ↔ Bahamas ↔ Turks- und Caicosinseln ↔ Dominikanische Republik ↔ Amerikanische Jungferninseln ↔ Curaçao ↔ Venezuela ↔ Kolumbien ↔ Panama ↔ Costa Rica ↔ Nicaragua ↔ Honduras ↔ Guatemala ↔ Belize ↔ Mexiko ↔ Vereinigte Staaten (Florida) | Dez. 2001             |
| Arctic Fibre                                       | 15.263        | 24.000                    | | Irland, Japan, Kanada, Vereinigte Staaten, Vereinigtes Königreich | Jan. 2016             |
| Asia Pacific Gateway (APG)                         | 10.400        |                           | | Hongkong, Japan, Malaysia, Taiwan, Singapur, Südkorea, Thailand, Vietnam, Volksrepublik China | 2015                  |
| Asia Submarine-cable Express (ASE)/Cahaya Malaysia | 7.500         |                           | | Hongkong, Japan, Malaysia, Philippinen, Singapur | Aug. 2012             |
| Asia-America Gateway (AAG)                         | 20.000        |                           | | Brunei, Guam, Hongkong, Malaysia, Philippinen, Singapur, Thailand, Vereinigte Staaten, Vietnam | Nov. 2009             |
| Atlantic Crossing 1 (AC-1)                         | 14.301        | 80                        | Level 3 Communications | Vereinigtes Königreich, Deutschland, USA, Niederlande | Mai 1998              |
| Atlantic Crossing 2/Yellow (AC-2)                  | 7.000         | 320                       | CenturyLink | Vereinigtes Königreich ↔ Vereinigte Staaten (New York) | Sep. 2000             |
| Atlantis-2                                         | 8.500         |                           | | Argentinien, Brasilien, Kap Verde, Portugal, Senegal, Spanien | Feb. 2000             |
| Atlas Offshore                                     | 1.634         | 320                       | Maroc Telecom | Frankreich ↔ Marokko | Juli 2007             |
| Australia-Japan Cable (AJC)                        | 12.700        |                           | | Australien, Guam, Japan | Dez. 2001             |
| Australia-Papua New Guinea-2 (APNG-2)              | 1.800         |                           | | Australien, Papua-Neuguinea | 2006                  |
| Australia-Singapore Cable (ASC)                    | 4.600         |                           | | Australien, Indonesien, Singapur | März 2015             |
| Bahamas 2                                          | 470           |                           | AT&T, Telefónica, Verizon | Vereinigte Staaten (Florida) ↔ Bahamas | Juli 1997             |
| Bahamas Domestic Submarine Network (BDSN)          | 2.817         |                           | | Bahamas, Haiti | 2006                  |
| Bahamas Internet Cable System (BICS)               | 1.100         |                           | | Bahamas, Vereinigte Staaten | Juli 2001             |
| Balalink                                           | 274           |                           | | Spanien | Okt. 2001             |
| Baltica                                            | 437           |                           | | Dänemark, Polen, Schweden | März 1997             |
| BARSAV                                             | 760           |                           | | Italien, Spanien | 1996                  |
| Bass Strait-1                                      | 241           |                           | | Australien | 1995                  |
| Bass Strait-2                                      | 239           |                           | | Australien | 2003                  |
| Basslink                                           | 298           |                           | Basslink Telecoms | Australien (Victoria ↔ Tasmanien) | Apr. 2006             |
| Batam Dumai Melaka Cable System (BDM)              | 353           |                           | | Indonesien, Malaysia | Nov. 2009             |
| Batam Singapore Cable System (BSCS)                | 98            |                           | | Indonesien, Singapur | 2009                  |
| Batam-Rengit Cable System (BRCS)                   | 63            |                           | | Indonesien, Malaysia | Nov. 2007             |
| Bay of Bengal Gateway (BBG)                        | 8.000         |                           | | Indien, Malaysia, Oman, Sri Lanka, Vereinigte Arabische Emirate | Dez. 2014             |
| BCF-1                                              | 391           |                           | | Lettland, Schweden | Jan. 2005             |
| BCS East                                           | 97,8          |                           | | Lettland, Litauen | 1995                  |
| BCS East-West Interlink                            | 218           |                           | | Litauen, Schweden | Nov. 1997             |
| BCS North - Phase 1                                | 513           |                           | | Finnland, Schweden | 1998                  |
| BCS North - Phase 2                                | 280,4         |                           | | Finnland, Russland | 2000                  |
| BERYTAR                                            | 134           |                           | | Libanon ↔ Syrien | Apr. 1997             |
| Bharat Lanka Cable System                          | 325           |                           | | Indien, Sri Lanka | Juni 2006             |
| Bicentenario                                       | 250           |                           | Antel Uruguay, Telecom Argentina | Argentinien ↔ Uruguay | Dez. 2011             |
| Boracay-Palawan Submarine Cable System             | 332           |                           | | Philippinen | Juni 2013             |
| Botnia                                             | 93            |                           | Telia Carrier | Finnland ↔ Schweden | 1994                  |
| BT-MT-1                                            | 80            |                           | BT, Manx Telecom | Vereinigtes Königreich | 1990                  |
| C-Lion1                                            | 1.172         | 120.000                   | Cinia Group Oy | Deutschland ↔ Finnland | März 2016             |
| Cable of the Americas                              | 10.900        |                           | | Brasilien, Vereinigte Staaten | 2015                  |
| CADMOS                                             | 230           |                           | A1 Telekom Austria, AT&T, Cyta, Deutsche Telekom, Orange, Tata Communications, Telecom Italia Sparkle | Libanon ↔ Zypern | Sep. 1995             |
| Canada-United States 1 (CANUS 1)                   | 1.360         |                           | | Kanada, Vereinigte Staaten | Okt. 1995             |
| Canalink                                           | 1.835         |                           | IT3 | Spanien | 2011                  |
| CANTAT-3                                           | 2.500         | 20                        | Videsh Sanchar Nigam | Deutschland ↔ Dänemark ↔ Dänemark (Faröerinseln) ↔ Island | Nov. 1994             |
| Caribbean-Bermuda U.S. (CBUS)                      | 1.600         |                           | | Bermuda, Jungferninseln | Okt. 2009             |
| Caucasus Cable System                              | 1.200         |                           | Caucasus Online | Bulgarien ↔ Georgien | Nov. 2008             |
| Cayman-Jamaica Fiber System                        | 870           |                           | | Cayman Islands, Jamaika | Juni 1997             |
| Ceiba-1                                            | 287           |                           | GITGE | Äquatorialguinea | Juni 2011             |
| Ceiba-2                                            | 290           |                           | GITGE | Äquatorialguinea | 2017                  |
| Celtic                                             | 275           |                           | | Irland, Vereinigtes Königreich | Aug. 1993             |
| CeltixConnect-1 (CC-1)                             | 131           |                           | Aqua Comms | Irland ↔ Vereinigtes Königreich | Jan. 2012             |
| Challenger Bermuda-1                               | 1.448         |                           | | Bermuda, Vereinigte Staaten | Dez. 2008             |
| Channel Islands-9 Liberty Submarine Cable          |               |                           | | Guernsey, Vereinigtes Königreich |                       |
| COBRAcable                                         | 325           |                           | Relined | Dänemark ↔ Niederlande | Sep. 2019             |
| Colombia-Florida Subsea Fiber (CFX-1)              | 2.400         |                           | C&W Networks | Vereinigte Staaten (Florida) ↔ Jamaika ↔ Kolumbien | Aug. 2008             |
| Coral Sea Cable System (CS²)                       | 4700          | 40.000                    | Solomon Islands Submarine Cable Company Ltd | Auki, Honiara, Noro, Taro (alle Salomonen), Port Moresby (Papua-Neuguinea), Sydney (Australien) | Feb. 2020             |
| CrossChannel Fibre                                 | 149           | 2.400.000                 | Crosslake Fibre | Vereinigtes Königreich ↔ Frankreich | Dez. 2021             |
| Curie                                              | 10.476        | 72.000                    | Google LLC | Vereinigte Staaten (Kalifornien) ↔ Panama ↔ Chile | Nov. 2019             |
| Didon                                              | 170           |                           | Ooredoo Tunisie, Orange Tunisie | Italien ↔ Tunesien | Apr. 2014             |
| Dunant                                             | 6.400         | 250.000                   | Google LLC | Vereinigte Staaten (Virginia) ↔ Frankreich | Jan. 2021             |
| Eastern Africa Submarine System (EASSy)            | 10.500        | 4.720                     | | Dschibuti, Sudan, Eritrea, Somalia, Kenia, Madagaskar, Südafrika, Mosambik | Juli 2010             |
| EllaLink                                           | 6.200         | 100.000                   | IslaLink, Telebras | Brasilien ↔ Kap Verde ↔ Portugal | Juni 2021             |
| EUROPA                                             |               |                           | | Libanon, Zypern | 2015                  |
| EXA Express                                        | 4.600         |                           | EXA Infrastructure | Vereinigtes Königreich ↔ Irland ↔ Kanada (Nova Scotia) | Sep. 2015             |
| Far East Submarine Cable System                    | 1.855         | 1.600                     | Rostelekom | Russland | 2016                  |
| Flores-Corvo Cable System                          | 685           |                           | Viatel | Portugal (Azoren) | Jan. 2014             |
| FLY-LION3                                          | 400           |                           | Comoros Cables, Orange | Komoren ↔ Mayotte | Okt. 2019             |
| Georgia-Russia                                     | 433           |                           | DanTelco, FOPTNET, Rostelekom | Georgien ↔ Russland | Dez. 2000             |
| Glo-1                                              | 9.800         | 2.500                     | Globacom Limited | Vereinigtes Königreich ↔ Ghana ↔ Nigeria | Okt. 2010             |
| GlobalConnect 2 (GC2)                              | 95            |                           | GlobalConnect | Dänemark ↔ Schweden | Aug. 2001             |
| GlobalConnect 3 (GC3)                              | 19            |                           | GlobalConnect | Dänemark | 2006                  |
| GlobeNet                                           | 23.500        | >7.000                    | GlobeNet | Vereinigte Staaten (New Jersey) ↔ Bermuda ↔ 2 × Brasilien ↔ Venezuela ↔ ( Kolumbien in Planung) ↔ Vereinigte Staaten (Florida) ↔ Vereinigte Staaten (New Jersey) | Okt. 2000             |
| Grace Hopper                                       | 6.354         | 350.000                   | Google LLC | Frankreich ↔ Vereinigtes Königreich ↔ Vereinigte Staaten (New York) | Sep. 2022             |
| Greenland Connect                                  | 4.780         | 960                       | TELE Greenland | Island ↔ Grönland ↔ Kanada | März 2009             |
| Greenland Connect North                            | 680           |                           | TELE Greenland | Grönland | Dez. 2017             |
| GTMO-1                                             | 1.528         |                           | US Government | Vereinigte Staaten (Florida) ↔ Kuba | 2016                  |
| Hannibal                                           | 178           |                           | Tunisia Telecom | Italien ↔ Tunesien | Okt. 2009             |
| Hawaiki Cable                                      | 14.000        |                           | Hawaiki Submarine Cable LP | Australien ↔ Neuseeland ↔ Amerikanisch-Samoa ↔ Vereinigte Staaten (Hawaii) ↔ Vereinigte Staaten (Kalifornien) | Juli 2018             |
| Hawk                                               | 3.400         | 20.000                    | Global Cloud Xchange | Frankreich ↔ Ägypten ↔ Zypern | 2011                  |
| Hibernia Express (GTT Express)                     | 4.600         | 53.000                    | GTT Communications | Kanada, Vereinigtes Königreich | 2015                  |
| Honotua                                            | 4.805         | 20                        | OPT French Polynesia | Vereinigte Staaten (Hawaii) ↔ Französisch-Polynesien | Sep. 2010             |
| Havsil                                             | 120           |                           | Bulk Fiber Network | Norwegen ↔ Dänemark | März 2022             |
| INDIGO-West                                        | 4.600         | 36.000                    | Australia’s Academic and Research Network (AARNET), Google, Indosat Ooredoo, Singtel, Superloop, Telstra | Singapur ↔ Indonesien ↔ Australien | Mai 2019              |
| Interchange Cable Network 1 (ICN1)                 | 1.238         |                           | Interchange | Fidschi ↔ Vanuatu | Jan. 2014             |
| Janna                                              | 634           |                           | EXA Infrastructure, Regione Sardegne, Tessellis, Wind Tre | Italien | Apr. 2005             |
| Japan-Guam-Australia North (JGA-N)                 | 2.600         |                           | RTI | Japan ↔ Guam | Juli 2020             |
| Jonah                                              | 2.297         |                           | Bezeq International Ltd. | Italien ↔ Israel | Jan. 2012             |
| Kerch Strait Cable                                 | 46            |                           | Miranda Media | Russland ↔ Ukraine | Apr. 2014             |
| Leif Erikson                                       | 4.200         |                           | Bulk Fiber Network, WFN Strategies | Kanada (Neufundland und Labrador) ↔ Norwegen | 2024                  |
| Lev Submarine System                               | 2.600         | 20                        | Telecom Italia Sparkle | Italien ↔ Zypern ↔ Israel | März 1999             |
| Libyan Fiber Optic Network (LFON)                  | 1.639         |                           | Libyan Post, Telecommunications and Information Technology Company (LPTIC Holding) | Libyen | 1999                  |
| Lynn Canal Fiber                                   | 138           |                           | AP&T | Vereinigte Staaten (Alaska) | Okt. 2016             |
| MainOne                                            | 7.000         | 4.960                     | MainOne Cable Company | Portugal ↔ Senegal ↔ Elfenbeinküste ↔ Ghana ↔ Nigeria | Juli 2010             |
| Malaysia-Cambodia-Thailand Cable (MCT)             | 1.425         |                           | DTAC, Ezecom, Symphony, Telekom Malaysia | Thailand ↔ Kambodscha ↔ Malaysia | März 2017             |
| Malbec                                             | 2.600         |                           | | |                       |
| Marea                                              | 6.605         | 160.000                   | Telxius, Microsoft, Facebook | Vereinigte Staaten (Virginia) ↔ Spanien | Mai 2018              |
| Melita 1                                           | 97            |                           | Melita | Italien ↔ Malta | Juni 2009             |
| Middle East North Africa Cable System (MENA)       | 8.000         |                           | | Ägypten, Italien, Oman, Saudi-Arabien | Jan. 2014             |
| Monet                                              | 10.556        | 64.000                    | Algar Telecom, Angola Cables, Antel Uruguay, Google LLC | Vereinigte Staaten (Florida) ↔ Brasilien | Dez. 2017             |
| NordBalt                                           | 400           |                           | Lietuvos energija, Svenska kraftnät | Schweden ↔ Litauen | 2016                  |
| Oran-Valencia (ORVAL)                              | 770           |                           | Algerie Telecom | Algerien ↔ Spanien | Dez. 2020             |
| Pacific Caribbean Cable System (PCCS)              | 6.000         |                           | C&W Networks, SETAR, Telconet, Telxius, United Telecommunication Services (UTS) | Vereinigte Staaten (Florida) ↔ Amerikanische Jungferninseln ↔ Puerto Rico ↔ Aruba ↔ Curaçao ↔ Kolumbien ↔ Panama ↔ Ecuador | Sep. 2015             |
| Palapa Ring West                                   | 1.980         |                           | Indonesische Regierung | Indonesien | Feb. 2018             |
| Palawa-Iloilo Cable System                         | 300           |                           | PLDT | Philippinen | Jan. 2014             |
| PENBAL-5                                           | 309           |                           | Telefónica | Spanien | 1994                  |
| Persona                                            | 800           |                           | EastLink | Kanada (Nova Scotia ↔ Neufundland und Labrador) | 2008                  |
| POSEIDON                                           | 800           | 960                       | Ocean Specialists, Inc | Zypern | Apr. 2014             |
| Prat                                               | 3.500         |                           | Grupo Gtd | Chile | Dez. 2021             |
| Quellon-Puerto Chacabuco                           | 440           |                           | Grupo Gtd | Chile | Jan. 2015             |
| Rockabill                                          | 221           |                           | euNetworks | Vereinigtes Königreich ↔ Irland | Nov. 2019             |
| Russian Optical Trans-Arctic Cable System (ROTACS) | 14.903        |                           | | Japan, Russland, Vereinigtes Königreich | (bisher nicht gebaut) |
| Scylla                                             | 204           |                           | euNetworks | Vereinigtes Königreich ↔ Niederlande | Sep. 2021             |
| SEA-ME-WE 3                                        | 39.000        | 960                       | | Ägypten, Indonesien, Philippinen, Griechenland, Indien, Vietnam, Hongkong, Dschibuti, Taiwan, Vereinigte Arabische Emirate, Vereinigtes Königreich, Saudi-Arabien, Pakistan, Südkorea, Türkei, Italien, Indonesien, Malaysia, Sri Lanka, Oman, Deutschland, Japan, Belgien, Frankreich, Australien, Myanmar, Thailand, Portugal, Volksrepublik China, Singapur, Brunei, Marokko, Zypern                                                                                     | Sep. 1999             |
| SEA-ME-WE 4                                        | 18.800        | 4.600                     | | Frankreich, Algerien, Tunesien, Italien, Ägypten, Saudi-Arabien, Vereinigte Arabische Emirate, Pakistan, Indien, Sri Lanka, Bangladesch, Thailand, Malaysia, Singapur | Dez. 2005             |
| SEA-ME-WE 5                                        | 20.000        | 24.000                    | China Mobile, China Telecom, China Unicom, Djibouti Telecom, Ooredoo, Orange, Saudi Telecom, Singtel, Sri Lanka Telecom, TeleYemen, Telecom Egypt, Telecom Italia Sparkle, Telekom Malaysia, Telkom Indonesia, TransWorld, Türk Telekom International | Frankreich ↔ Italien ↔ Türkei ↔ Ägypten ↔ Saudi-Arabien ↔ Jemen ↔ Dschibuti ↔ Oman ↔ Vereinigte Arabische Emirate ↔ Pakistan ↔ Sri Lanka ↔ Bangladesch ↔ Myanmar ↔ Indonesien ↔ Malaysia ↔ Singapur | Feb. 2017             |
| SEA-US                                             | 14.500        |                           | GTA TeleGuam, Globe Telecom, Hawaiian Telcom, RTI, Telin | Indonesien ↔ Philippinen ↔ Palau ↔ Föderierte Staaten von Mikronesien ↔ Hawaii ↔ Vereinigte Staaten (Kalifornien) | Aug. 2017             |
| sea2shore                                          | 32            |                           | National Grid | Vereinigte Staaten (Rhode Island) | 2016                  |
| Seabras-1                                          | 10.800        |                           | Seaborn Networks, Telecom Italia Sparkle | Vereinigte Staaten (New Jersey) ↔ Brasilien | Sep. 2017             |
| SEACOM                                             | 15.000        | 1.280                     | | Tansania, Dschibuti, Mosambik, Kenia, Südafrika, Indien, Ägypten | Juli 2009             |
| Seychelles to East Africa System (SEAS)            | 1.930         |                           | Seychelles Cable System Ltd. | Tansania ↔ Seychellen | Aug. 2012             |
| Silphium                                           | 425           |                           | Libya International Telecommunications Company | Griechenland ↔ Libyen | Jan. 2013             |
| Skagenfiber West                                   | 170           |                           | Altibox | Norwegen ↔ Dänemark | Nov. 2020             |
| Skagerrak 4                                        | 137           |                           | Statnett | Norwegen ↔ Dänemark | Dez. 2014             |
| South Atlantic Cable System (SACS)                 | 6.500         |                           | Angola Cables | Angola ↔ Brasilien | Sep. 2018             |
| Tamares North                                      | 345           |                           | Tamares UK Group | Zypern ↔ Israel | Jan. 2012             |
| Tangerine                                          | 112           |                           | Lumen Technologies | Vereinigtes Königreich ↔ Belgien | Sep. 2000             |
| Tasman Global Access (TGA)                         | 2.288         | 20.000                    | Spark New Zealand, Telstra, Vodafone | Australien (New South Wales) ↔ Neuseeland | März 2017             |
| TAT-14                                             | 15.295        | 1.280                     | France Telecom, KPNQwest, Sprint, Concert, Deutsche Telekom AG | | Apr. 2001             |
| Telstra Endeavour                                  | 9.125         | 1.280                     | Telstra | Australien (New South Wales) ↔ Vereinigte Staaten (Hawaii) | Sep. 2008             |
| The East African Marine System (TEAMS)             | 5.054         | 120 (ausbaubar auf 1.200) | Etisalat, TEAMS Ltd. | Vereinigte Arabische Emirate ↔ Kenia | Okt. 2009             |
| Topaz                                              |               |                           | Google LLC | Kanada ↔ Japan | 2023 [veraltet]       |
| Transworld (TW1)                                   | 1.300         |                           | TransWorld | Oman ↔ Vereinigte Arabische Emirate ↔ Pakistan | Juni 2006             |
| Trapani-Kelibia                                    | 209           |                           | Telecom Italia Sparkle, Tunisia Telecom | Italien ↔ Tunesien | Nov. 1995             |
| Trident Subsea Cable                               |               |                           | | Australien | 2015                  |
| Tripoli-Benghazi                                   | 1.000         |                           | | Libyen | 2015                  |
| TT-1                                               | 48            |                           | Alliance Telecommunications, C&W Networks, TSTT | Trinidad und Tobago | Aug. 2012             |
| Tverrlinken                                        | 66            |                           | KystTele | Norwegen | Apr. 2010             |
| UAE-Iran                                           | 170           |                           | Etisalat UAE, Telecommunication Infrastructure Company of Iran | Vereinigte Arabische Emirate ↔ Iran | 1992                  |
| UGARIT                                             | 239           | 0,6                       | AT&T, 12 weitere Unternehmen | Syrien ↔ Zypern | Feb. 1995             |
| UK-Channel Islands-7                               | 124           |                           | BT, Sure, JTGlobal | Vereinigtes Königreich ↔ Guernsey | Jan. 1994             |
| UK-Channel Islands-8                               | 237           |                           | BT, JTGlobal | Vereinigtes Königreich ↔ Jersey | Jan. 1994             |
| Ultramar GE                                        | 263           |                           | GITGE | Äquatorialguinea ↔ São Tomé und Príncipe | 2022 [veraltet]       |
| Ulysses 1 und 2                                    | 250           |                           | Verizon | 2 × Niederlande ↔ Vereinigtes Königreich | 1997                  |
| Unisur                                             | 265           |                           | Antel Uruguay, Telxius | Argentinien ↔ Uruguay | März 1995             |
| Unity/EAC-Pacific                                  | 9.620         | 7.680                     | Airtel (Bharti), Google, KDDI, Singtel, TIME dotCom, Telstra (incl. Belong) | Vereinigte Staaten (Kalifornien) ↔ Japan | März 2010             |
| Venezuelan Festoon                                 | 1.200         |                           | CANTV | Venezuela | 1998                  |
| WALL-LI                                            | 60            |                           | Crosslake Fibre | Vereinigte Staaten (New Jersey ↔ New York) | 2023 [veraltet]       |
| West Africa Cable System (WACS)                    | 14.530        | 3.840                     | MTN Group, 17 weitere Unternehmen | Portugal ↔ Kanarische Inseln ( Spanien) ↔ Kap Verde ↔ Elfenbeinküste ↔ Ghana ↔ Togo ↔ Nigeria ↔ Kamerun ↔ Republik Kongo ↔ Demokratische Republik Kongo ↔ Angola ↔ Namibia ↔ Südafrika | Mai 2012              |
| X-Link Submarine Cable                             | 775           |                           | E-Networks Inc. | Barbados ↔ Guyana, ( Grenada ↔ Guyana ↔ Suriname geplant) | Dez. 2019             |
| Zeus                                               | ?             | 4.000.000                 | Zayo Group | Niederlande ↔ Vereinigtes Königreich | 2022 [veraltet]       |